# Plaça Major de Púbol
La Plaça Major de Púbol és una plaça pública de la Pera (Baix Empordà) inclosa a l'Inventari del Patrimoni Arquitectònic de Catalunya.

## Descripció
La plaça Major de Púbol està situada extramurs del nucli medieval, al costat d'un dels antics portals de muralla. És un interessant espai de planta irregular, allargada, que conté, a més del safareig públic, edificis de diverses èpoques que constitueixen un conjunt d'arquitectura popular digna d'esment, i que presenten elements dels segles XV al XVIII.

## Història
La plaça Major va desenvolupar-se al costat extern de l'antiga muralla medieval a partir del segle xv. A més del valor tipològic, és interessant també en la seva vessant històrica, ja que conté edificis i elements de diverses èpoques. Així, hi conviuen fragments de la muralla dels segles xiii i xiv amb edificis del segle xv (Can Ciano, Can Carles) i altres que presenten elements dels segles XVI al XVIII (Ca l'Almar, Can Canada…). Hi ha algunes cases que es troben bastant malmeses, i d'altres restaurades darrerament, en alguns casos amb criteris discutibles.